# Santa Inês (Bahia)
Santa Inês é um município brasileiro do estado da Bahia. Localiza-se a uma latitude 13º17'32" sul e a uma longitude 39º49'08" oeste.

## História
Os primeiros a ocuparem o território foram Pedro da Costa Avelar e Vicente Ferreira de Sousa, os dois genros de Francisco de Sousa Feio, antigo proprietário das sesmarias de São Paulo e Poço Facão onde residiam. Os dois genros de Francisco, construíram suas residências no local onde se encontra a atual cidade de Santa Inês, na Bahia.
Entre os anos de 1824 e 1827 houve uma drástica seca, que fez com que Pedro da Costa Avelar e Vicente Ferreira de Sousa abandonassem o povoado estabelecido por eles e retornassem à propriedade de Francisco Feio.
Com a aquisição dessas terras pelo latifundiário Luís Teófilo Rodrigues, foi dada continuidade ao lugarejo antes abandonado pelos exploradores pioneiros. Teófilo reformou a antiga capela de Santa Inês e construiu novas habitações, retomando assim o povoado.
Santa Inês foi denominada distrito do município de Areia (Atual cidade de Ubaíra), pelo efeito da Lei estadual 251 do ano de 1898. E somente após vinte e seis anos, aos 26 dias de outubro, foi tornada oficialmente município pela Lei estadual 1.741.
Santa Inês é dono de um povoado que hoje é considerado Sitio Arqueológico ( Lagoa Queimada ) lugar que situa uma réplica de uma urna funerária identificado como o pote de argila do qual o original ficará em Santa Inês.